# Ole Bardahl
(Ole Bardahl)
Ole Bardahl (Trondheim, 28 gennaio 1902 – Seattle, 11 agosto 1989) è stato un imprenditore norvegese naturalizzato statunitense, noto per aver fondato a Seattle la Bardahl Manufacturing Corporation e per il progetto di Miss Bardahl.

## Biografia
Ole Bardahl emigrò a 22 anni dalla Norvegia negli Stati Uniti d'America senza avere la minima conoscenza della lingua inglese e con appena 32 $. Riuscì a trovare un impiego in una segheria di Ballard, quartiere nella zona nord di Seattle. Nel tempo libero, si dedicò allo studio di chimica, contabilità e inglese. Nel 1929, durante la Grande depressione, riuscì a risparmiare abbastanza denaro da permettersi di avviare la sua carriera da imprenditore edile. Nel 1939 acquistò una piccola fabbrica chimica sempre nel quartiere di Ballard, dove insediò una comunità di operai immigrati norvegesi, svedesi e finlandesi.
La neonata Bardahl Manufacturing Corporation, come primo prodotto, introdusse sul mercato un lubrificante di nome Formula Polar Plus, che fu messo immediatamente sotto segreto militare; si dovrà aspettare la fine della seconda guerra mondiale perché possa essere commercializzato al pubblico. Da lì in poi, la strada della azienda di Ole Bardahl fu più che positiva: nel 1953, la Bardahl Manufacturing Corporation arrivò ad essere la marca leader nel suo paese nel campo degli additivi e dei lubrificanti.
Nel 1957, pensando che potesse essere una buona occasione per fare pubblicità alla propria impresa, Ole avviò il progetto Miss Bardahl (originariamente chiamato Tempest) in veste di sponsor e fondatore, assieme a Noam Christensen come socio fondatore e a Ted Jones come progettista. Il progetto consisteva nella creazione di un idroplano da corsa con numero da gara U-4, che portasse il nome dell'azienda nelle principali manifestazioni legate a tale sport; il punto di forza di Miss Bardahl sarebbe stato proprio la tecnologia della casa di Ballard. Visti i buoni risultati ottenuti nel primo anno di vita, Ole decise di acquisire tutti i diritti del progetto, divenendo proprietario unico. Alla fine di questo progetto nel 1969, Miss Bardahl aveva vinto 27 manifestazioni, 5 Gold Cups e 6 Campionati Nazionali: nel 1965 fu il primo idroplano nella storia a raggiungere le 116 miglia orarie (186 km/h). Per tali risultati, Ole Bardahl venne inserito postumo nella Motorsports Hall of Fame of America il 6 agosto 2014.
Ole Bardahl morì a 87 anni, nel 1989 ed il suo corpo venne cremato e le ceneri vennero gettate nello Stretto di Puget, nello Stato di Washington.